# Tosjön (Lerbäcks socken, Närke)
Tosjön är en sjö i Askersunds kommun i Närke och ingår i Motala ströms huvudavrinningsområde.